# Alfredo Maisto
Alfredo Maisto (Giugliano in Campania, 7 agosto 1918 – Giugliano in Campania, 24 giugno 1976) è stato un mafioso italiano e uno dei più noti capi della camorra precutoliana.

## Biografia
Alfredo Maisto è, insieme a Pasquale Simonetti e Vittorio Nappi, uno degli ultimi rappresentanti della vecchia camorra precutoliana. Tali personaggi, molto amati e temuti dalla popolazione locale, erano anche denominati Guappi. Si tratta di figure leggendarie attorno alle quali la popolazione costruisce aneddoti, a volte privi di fondamento. 
È famoso per aver schiaffeggiato Lucky Luciano presso l'ippodromo di Agnano.
Nell'immediato dopoguerra, la camorra ha come principale funzione quella di agire come soggetto di intermediazione tra i contadini e il mercato. I guappi, in particolare, fissano i prezzi dei prodotti da destinare al mercato nazionale e internazionale.
Alfredo Maisto muore per un ictus, nel letto di una clinica. A Giugliano è ancora vivo il ricordo del suo funerale cui parteciparono migliaia di persone. Il suo potere è temporaneamente ereditato dai figli Luigi, Enrico e Antonio. Luigi Maisto viene ucciso nel 1979 in un agguato che vede coinvolto anche il fratello Enrico, che riesce a fuggire. Antonio, sfuggito ad un attentato nel 1985, viene comunque trovato e ucciso nel 1987. Enrico Maisto, ultimo superstite, viene assassinato a Popoli nel 1992.
Era inoltre parente di Claudio Sicilia, uno dei principali membri della Banda della Magliana, in seguito pentitosi.

## Don Maisto e il giovane Cutolo
La figura di Maisto è rievocata più volte da Raffaele Cutolo. Don Alfredo Maisto aiuta il padre del futuro capo della NCO, episodio che permetterà a Cutolo di stabilire una sorta di connessione tra il boss e alcune figure dell'immaginario cattolico, in particolare quella dell'Arcangelo Gabriele. È possibile affermare che, sulla base di tale immaginario, filtrato da un pensiero magico proprio della cultura locale, si costruisce la personalità del sanguinario boss di Ottaviano.